# Madame la Mort (Gauguin)
 (janvier 2023).
La mise en forme du texte ne suit pas les recommandations de Wikipédia : il faut le « wikifier ».
Les points d'amélioration suivants sont les cas les plus fréquents :
- Les titres sont pré-formatés par le logiciel. Ils ne sont ni en capitales, ni en gras.
- Le texte ne doit pas être écrit en capitales (les noms de famille non plus), ni en gras, ni en italique, ni en « petit »…
- Le gras n'est utilisé que pour surligner le titre de l'article dans l'introduction, une seule fois.
- L'italique est rarement utilisé : mots en langue étrangère, titres d'œuvres, noms de bateaux, etc.
- Les citations ne sont pas en italique mais en corps de texte normal. Elles sont entourées par des guillemets français : « et ».
- Les listes à puces sont à éviter, des paragraphes rédigés étant largement préférés. Les tableaux sont à réserver à la présentation de données structurées (résultats, etc.).
- Les appels de note de bas de page (petits chiffres en exposant, introduits par l'outil «  Source ») sont à placer entre la fin de phrase et le point final[comme ça].
- Les liens internes (vers d'autres articles de Wikipédia) sont à choisir avec parcimonie. Créez des liens vers des articles approfondissant le sujet. Les termes génériques sans rapport avec le sujet sont à éviter, ainsi que les répétitions de liens vers un même terme.
- Les liens externes sont à placer uniquement dans une section « Liens externes », à la fin de l'article. Ces liens sont à choisir avec parcimonie suivant les règles définies. Si un lien sert de source à l'article, son insertion dans le texte est à faire par les notes de bas de page.
- La présentation des références doit suivre les conventions bibliographiques. Il est recommandé d'utiliser les modèles {{Ouvrage}}, {{Chapitre}}, {{Article}}, {{Lien web}} et/ou {{Bibliographie}}. Le mode d'édition visuel peut mettre en forme automatiquement les références.
- Insérer une infobox (cadre d'informations à droite) n'est pas obligatoire pour parachever la mise en page.

Pour une aide détaillée, merci de consulter Aide:Wikification.
Si vous pensez que ces points ont été résolus, vous pouvez retirer ce bandeau et améliorer la mise en forme d'un autre article.
Ne doit pas être confondu avec Madame la Mort (roman).
Madame la Mort est un dessin au fusain sur papier avec rehauts de lavis réalisé par Paul Gauguin en 1891. Mesurant 33,5 × 23 cm, il est conservé aujourd’hui au musée d'Orsay à Paris.

## Description
D’un point de vue plastique, on observe sur ce dessin une femme entièrement vêtue de blanc, aux forts cernes, avec des joues creusées, une absence de buste. La pâleur de son visage peut être comparée à celle d'un défunt. Ainsi, à l'aide du titre, on comprend bien qu’il s’agit ici d’une allégorie de la Mort, un des premiers symboles chers aux symbolistes. Elle se détache d’ailleurs d’un fond noir rappelant les limbes où les morts sont emportés, dans l’idée générale, le noir sans fin qui nous attend après la mort. Par ailleurs, comme nous l’avons affirmé plus tôt, l’œuvre est représentative du symbolisme de Gauguin. En effet, le dessin est synthétisé, avec des lignes directrices claires pour marquer le corps, une chevelure traduite par un amas de couleur blanche, une bouche à peine visible et une main aux doigts étranges et allongés. Ainsi, on voit bien que Gauguin cherche à s’éloigner de la réalité et à nous présenter une vision de la mort totalement imaginaire, dans un noir sans fin qui nous fait aussi imaginer le lieu. De plus, l’ensemble de la composition est marquée par cette opposition claire entre le fond et la forme grâce aux couleurs, ce qui permet de mettre en avant la mort. L’ensemble est aussi marqué par un important dynamisme généré par les différents traits noirs et blancs formant une sorte de grande spirale.
Madame la Mort est donc un dessin dans lequel Gauguin opte de manière franche pour une iconographie et une facture symboliste. Il paraît en frontispice de l'édition du théâtre de Rachilde publié par l'éditeur Savin en 1891. L’œuvre est un exemple de cette esthétique, une femme voilée y tient le rôle de la Mort revenant hanter le héros de son funeste présage. L’aspect terrifiant est, lui aussi, parfaitement réalisé tant par cette impression de mouvement troublant que par de sombres détails glauques marquant son œuvre. La représentation de la figure spectrale est basée sur des codes et représentation bien précis, utilisés à plusieurs reprises dans différentes œuvres pour faire apparaître des défunts, bienveillants ou venus hanter les protagonistes des lieux qui l'entoure. Ces codes seront d’ailleurs réutilisés dans les autres domaines artistiques, tels que le cinéma ou la photographie, ainsi que le domaine de l’animation ou encore de manière plus contemporaine les jeux vidéo à caractère horrifique.

## La pièce et l'œuvre
Pour mieux comprendre le choix de la représentation, il faut s’intéresser aux personnages de la pièce de théâtre de Rachilde. En effet, la pièce raconte l’histoire de Paul Dartigny qui dans une expérience onirique, dans laquelle la Mort et la Vie, cherchent à séduire cet homme suicidaire. Ainsi, les séductions de la femme voilée, la Mort, finiront par entraîner Paul Dartigny dans les limbes avec lui, alors Gauguin ici souligne le caractère énigmatique de cette femme-fantasme qui triomphe de tout par cet aspect vaporeux, son absence de détail qui la font presque disparaitre. De plus, sa momification montre qu'elle est aussi une représentation vide, enveloppée de voiles et qui n'existe que sous des formes artistiques. Enfin, il faut savoir que ce dessin était à l’origine un pendant puisqu’il écrit à Rachilde le 5 février 1891 : « A la lecture de votre drame, Madame la Mort j'ai été vraiment perplexe. Comment exprimer votre pensée avec un simple crayon, tandis que vous l'avez conçue possible pour la scène avec des moyens autrement puissants — l'actrice, la parole et les gestes. Je vous prie de m'excuser si je suis loin de vos désirs dans la faible traduction que je vous envoie — et si je vous en envoie deux au lieu d'une, c'est que peut-être en les mettant ensemble (ce qui est possible n'est-ce pas) ? l'une expliquera l'autre ».